# 1982 في البرازيل
فيما يلي قوائم الأحداث التي وقعت خلال عام 1982 في البرازيل.

## رياضة
- 21 مارس – جائزة البرازيل الكبرى 1982 الفائز ألن بروست.

## مواليد

### يناير
- 1 يناير – جواو كارلوس بينتو شافيز لاعب كرة قدم برازيلي.
- 10 يناير – لويز ريناتو فيانا دا سيلفا لاعب كرة قدم برازيلي.
- 14 يناير – ليو ليما لاعب كرة قدم برازيلي.
- 17 يناير – ريكاردو بوفيو لاعب كرة قدم برازيلي.
- 18 يناير – جادر فولني سبيندلر لاعب كرة قدم برازيلي.
- 21 يناير – أدريانو فيريرا مارتينز لاعب كرة قدم برازيلي.
- 21 يناير – مايكل جفرسون ناسيمينتو لاعب كرة قدم برازيلي.
- 27 يناير – أراي دي سوزا كامارغو جونيور لاعب كرة قدم برازيلي.
- 28 يناير – كاميلا ألفيز
- 29 يناير – فابريسيو أندريه بيريز لاعب كرة قدم برازيلي.
- 30 يناير – نيدسون رودريغيز دي سوزا لاعب كرة قدم برازيلي.
- 31 يناير – لياندرو رودريغيز لاعب كرة قدم برازيلي.

### فبراير
- 17 فبراير – أدريانو لاعب كرة قدم برازيلي.
- 17 فبراير – ماريانا فيكيرت عارضة برازيلية.
- 27 فبراير – برونو سانتانا لاعب كرة يد برازيلي.
- 27 فبراير – برونو سواريز لاعب كرة مضرب برازيلي.

### مارس
- 2 مارس – أليساندرو نونس لاعب كرة قدم برازيلي.
- 2 مارس – كيفن كوراني لاعب كرة قدم برازيلي.
- 3 مارس – إريكا دي سوزا لاعبة كرة سلة برازيلية.
- 8 مارس – مارجوري إستيانو
- 9 مارس – مارسيلو سواريس لاعب كرة قدم برازيلي.
- 13 مارس – إزي كاسترو ماركيز
- 17 مارس – ويلتون فيغويريدو لاعب كرة قدم برازيلي.
- 19 مارس – إدواردو سافرين
- 22 مارس – جواو باتيستا إناسيو لاعب كرة قدم برازيلي.
- 24 مارس – ماجنوم رافاييل فارياس تافاريس لاعب كرة قدم برازيلي.
- 25 مارس – أليكس رافاييل ميسكيني لاعب كرة قدم برازيلي.
- 31 مارس – جوسيل فيريرا دا سيلفا لاعب كرة قدم برازيلي.

### أبريل
- 1 أبريل – ديفيس تياغو سانتوس دا سيلفا لاعب كرة قدم برازيلي.
- 3 أبريل – أدريانو بيريرا دا سيلفا لاعب كرة قدم برازيلي.
- 8 أبريل – وينديل جيرالدو ماوريسيو دا سيلفا لاعب كرة قدم برازيلي.
- 22 أبريل – ريكاردو كاكا لاعب كرة قدم برازيلي معتزل.

### مايو
- 21 مايو – آكلريسون سكايون لاعب كرة قدم برازيلي.
- 22 مايو – تياجو ألفيس لاعب كرة مضرب برازيلي.
- 25 مايو – روجير غويريرو لاعب كرة قدم برازيلي.
- 29 مايو – أنا بياتريز باروس عارضة برازيلية.
- 29 مايو – أندريه غم لاعب كرة مضرب برازيلي.
- 30 مايو – دانيال سيلفا دوس سانتوس لاعب كرة قدم برازيلي.
- 31 مايو – إيدر لوسيانو لاعب كرة قدم برازيلي.

### يونيو
- 17 يونيو – أليكس لاعب كرة قدم برازيلي.
- 30 يونيو – اليسون باروس مورايس لاعب كرة قدم برازيلي.

### يوليو
- 5 يوليو – فابريسيو دا سوزا لاعب كرة قدم برازيلي.
- 7 يوليو – أوسفالدو خوسيه مارتينز جونيور لاعب كرة قدم برازيلي.
- 8 يوليو – خوسيه أنتونيو مارتينز غالفاو لاعب كرة قدم برازيلي.
- 14 يوليو – باولو مينيزيس لاعب كرة قدم برازيلي.
- 16 يوليو – باولو أنطونيو دي أوليفيرا لاعب كرة قدم برازيلي.
- 22 يوليو – ليوناردو هنريكه دا سيلفا لاعب كرة قدم برازيلي.

### أغسطس
- 4 أغسطس – روبينز فيرناندو مويديم لاعب كرة قدم برازيلي.
- 11 أغسطس – أندريه رينالدو لاعب كرة قدم برازيلي.
- 20 أغسطس – ويلسون انطونيو لاعب كرة قدم برازيلي.
- 21 أغسطس – داني روتشا دوس سانتوس لاعب كرة قدم برازيلي.
- 25 أغسطس – دارلي دي باولا لاعبة كرة يد إسبانية.
- 27 أغسطس – رافاييل دوس سانتوس سيلفا لاعب كرة قدم برازيلي.
- 28 أغسطس – أندرسون سيلفا دي فرانكا لاعب كرة قدم برازيلي.
- 28 أغسطس – تياغو موتا لاعب كرة قدم إيطالي.

### سبتمبر
- 3 سبتمبر – ايفرتون كيمبس دوس سانتوس غونسالفيس لاعب كرة قدم برازيلي.
- 10 سبتمبر – إدواردو ماتشادو لاعب كرة سلة برازيلي.
- 10 سبتمبر – نالدو لاعب كرة قدم برازيلي.
- 13 سبتمبر – نيني لاعب كرة سلة برازيلي.
- 15 سبتمبر – إدميلسون دوس سانتوس سيلفا لاعب كرة قدم برازيلي.
- 17 سبتمبر – نيتو بايانو لاعب كرة قدم برازيلي.
- 23 سبتمبر – إدواردو كوستا لاعب كرة قدم برازيلي.
- 28 سبتمبر – أندرسون فارجاو لاعب كرة سلة برازيلي.

### أكتوبر
- 23 أكتوبر – دييغو بليكلس دا سيلفا لاعب كرة قدم برازيلي.
- 30 أكتوبر – فينيسيوس دا سيلفا ساليس لاعب كرة قدم برازيلي.

### نوفمبر
- 2 نوفمبر – فياما دا كونا رودريغيز لاعب كرة قدم برازيلي.
- 14 نوفمبر – أدريانو بيمنتا لاعب كرة قدم برازيلي.
- 28 نوفمبر – لياندرو باربوسا لاعب كرة سلة برازيلي.

### ديسمبر
- 1 ديسمبر – دييغو كافاليري لاعب كرة قدم برازيلي.
- 11 ديسمبر – أوزييا دي باولا لاعب كرة قدم برازيلي.

## وفيات

### يناير
- 19 يناير – أليز هاجينا (مواليد 1945)

### أبريل
- 24 أبريل – ساهجيو بواهكي دي أواندا (مواليد 1902) مؤرخ برازيلي.

### مايو
- 13 مايو – إيفان راميز (مواليد 1910) لاعب كرة قدم برازيلي.

### سبتمبر
- 3 سبتمبر – هرقل ميراندا (مواليد 1912) لاعب كرة قدم برازيلي.